# Avenida Chapultepec
La Avenida Chapultepec es una de las vías principales de la Ciudad de México ubicada en la zona centro y poniente de la misma.
Lleva el trayecto vehicular en ambas direcciones para comunicar así a la parte centro de la ciudad con las zonas cercanas al Bosque de Chapultepec, Tacubaya y Polanco
Desemboca en la parte poniente en la avenida Pedro Antonio de los Santos para incorporarse con el Circuito Interior en su tramo Avenida José Vasconcelos y la Avenida Constituyentes, continuando en esta última el flujo hacia las zonas de Tacubaya y la zona financiera de Santa Fe. Mientras que en el lado oriente continúa hacia el centro histórico de la Ciudad de México por la Avenida Arcos de Belén.
Parte del trazado de esta avenida se debe al antiguo Acueducto de Chapultepec, obra indígena que fue levantada sobre el antiguo lago de Texcoco para llevar las aguas de los manantiales de Chapultepec a la capital azteca. Esta obra fue mejorada durante la colonia y tiempo después, al caer en desuso, el antiguo trazado sirvió entonces para levantar un moderno bulevar entre las nacientes colonias del porfiriato.
Hoy conforma una de las vías más importantes y conocidas de la Ciudad de México.

## Toponimia
El nombre asignado a esta avenida proviene de la lengua náhuatl Chapultepec, que en dicho idioma significa "cerro de chapulines" (grillos o saltamontes).

## Antecedentes
El origen de esta vía como tal se puede ubicar durante el periodo colonial, aunque ya desde la época prehispánica existía el acueducto levantado por Moctezuma I. Este acueducto fue una de las obras de ingeniería hidráulica más importantes levantadas por los indígenas y cuyo fin dado era el de abastecer a la capital azteca de agua.
El trazo del acueducto se respetó, y se realizó una nueva obra de manufactura hispana a partir del siglo XVI. Fue remozada durante el gobierno virreinal hacia el año de 1779 y para lo cual se levantaron 904 arcos que llevaban agua desde los manantiales ubicados al pie del cerro de Chapultepec por la llamada "Calzada de Belén", hasta la fuente denominada Salto del Agua, recorriendo así un trayecto de más de tres kilómetros. La obra cayó en desuso cuando se levantó el nuevo acueducto por el que llegaban las aguas delgadas de mejor calidad desde el poblado de Santa Fe hasta la fuente de la Maríscala ubicada en la calle de Tacuba a espaldas del convento de Santa Isabel.
Ya para finales del siglo XVII (aunque desde el siglo XVI) los habitantes de la ciudad  aprovechaban el trayecto del acueducto para ir hasta el bosque de Chapultepec y las poblaciones y haciendas cercanas. Cercano al entonces poblado de la Romita, se había establecido la llamada "Garita de Belén" para controlar el tráfico y el acceso de los productos que se comerciaban en la ciudad.
Tiempo después con las reformas para el embellecimiento de la ciudad llevadas a cabo por el virrey Antonio María de Bucareli y Ursúa, el nuevo paseo planeado por él mismo (que la ciudad llamaría después de Bucareli en honor al virrey) era inaugurado a finales del año de 1775, el cual originaba a la altura de la glorieta de la Acordada y terminaba en los límites de la Garita de Belén. Con tal motivo se aprovechó el trazo de la avenida del acueducto para conectar a la ciudad con el bosque de Chapultepec de forma definitiva. Creando así un trayecto obligado entre la ciudad y el bosque.
El mismo trayecto fue aprovechado hacia finales del siglo XIX por la Comitiva Imperial de Maximiliano I antes del trazado del llamado paseo de la Emperatriz (el actual paseo de la Reforma). Posteriormente el mismo uso le fue dado por los urbanizadores del porfiriato, solo que  esta vez, aprovecharon la expansión de la ciudad hacia su zona Poniente, fraccionando los potreros ubicados dentro de los límites de la antigua Hacienda de la Teja y en donde se levantaron las actuales colonias Juárez y la Roma, para lo cual aprovecharon la traza de dicho acueducto para incorporarlo con el diseño de un moderno boulevar.
Con el crecimiento de la ciudad terminada la Revolución mexicana y en pleno siglo XX, se tomó la decisión de ampliar la avenida, para lo cual se derriba parte del antiguo acueducto colonial. Para tal remozamiento, con el cual se vieron afectadas algunas construcciones coloniales y decimonónicas, se diseñaron puentes a desnivel, dos camellones a los lados de la vía y se tomó la idea de conservar solo 20 arcadas del antiguo acueducto ubicadas en el camellón central, cerca de la estación Sevilla del Metro de la Ciudad de México. 
Así mismo se diseñó la famosa Glorieta de los Insurgentes y se colocó una réplica de la fuente en donde concluía el acueducto frente a la ermita de Salto del Agua.

## Puntos importantes sobre Avenida Chapultepec

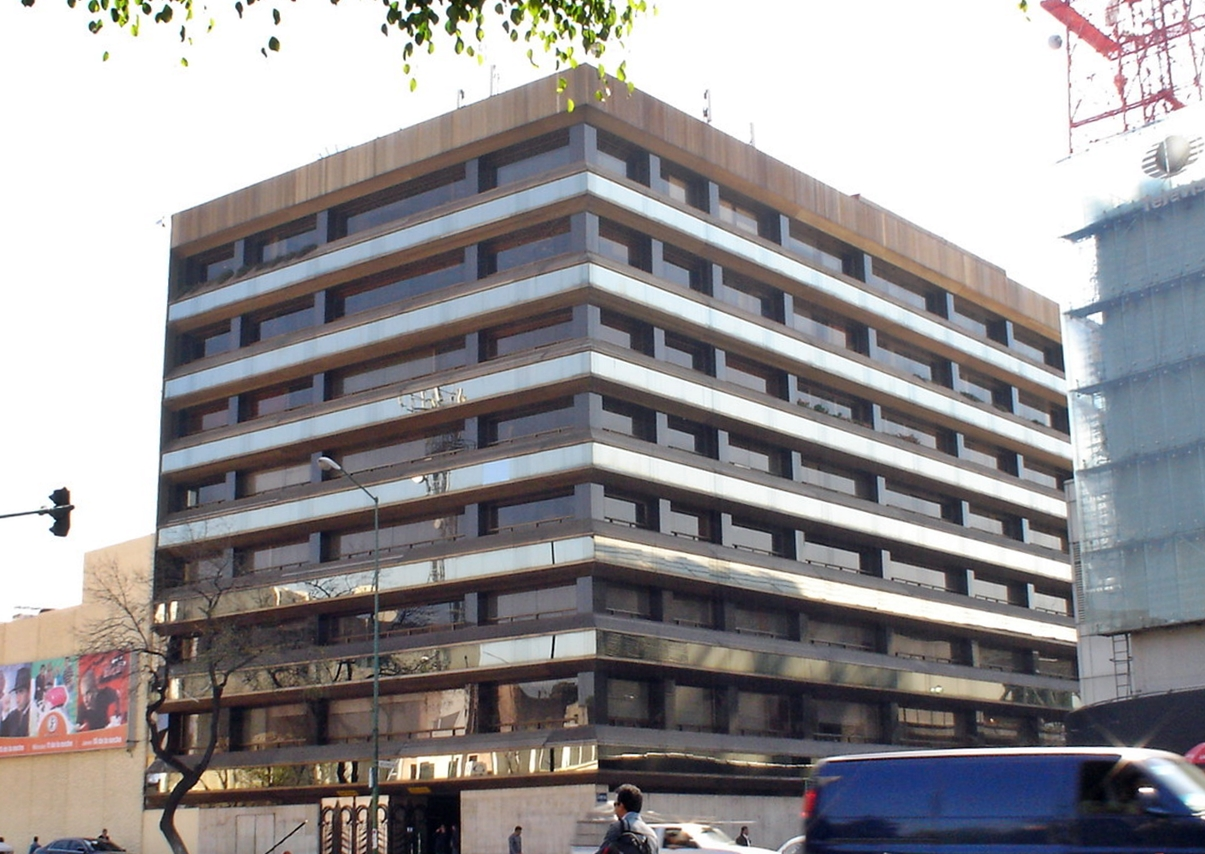
Televisa Chapultepec.

Recorriendo la Avenida Chapultepec en dirección Oriente-Poniente, se pueden encontrar los siguientes puntos de interés:
- En el cruce de la Avenida con Niños Héroes y Balderas, se encuentra la enorme construcción denominada la Ciudadela, cuyo uso actual es el de la Biblioteca Nacional de México.

- En la esquina con la Avenida Bucareli se encuentra el Conjunto Mascota, uno de los primeros edificios de apartamentos levantados en la ciudad.

- Desde el punto anterior hasta el cruce con la Avenida de los Insurgentes se ubican algunas mansiones y casonas decimonónicas.

- En el cruce con la Avenida de los Insurgentes, se encuentra la ya citada Glorieta de los Insurgentes y la Estación del metro Insurgentes.

- Pasando la Glorieta encontramos a nuestra derecha la Zona Rosa.

- A esta misma altura, del lado izquierdo de la Avenida Chapultepec, se encuentra la Colonia Roma.

## Corredor Cultural Chapultepec
En agosto del 2015 el Gobierno de la Ciudad de México anunció el proyecto para construir el "Corredor Cultural Chapultepec" sobre la avenida desde el actual paradero de microbuses (futuro Centro de Transporte Multimodal o CETRAM) junto al Metro Chapultepec, y la Glorieta de Insurgentes (Metro Insurgentes). El proyecto original contemplaba un segundo piso para peatones, un centro comercial, otras tiendas, restaurantes, y servicios, así como espacios culturales. El objetivo, entre otros, era ligar la Colonia Roma con la Zona Rosa. Luego de suscitar rechazos y polémica entre la ciudadanía y organizaciones de la sociedad civil por varios meses, una consulta organizada por el Instituto Electoral del Distrito Federal el 7 de diciembre de 2015 determinó rechazar el proyecto como fue planteado por sus proponentes.